# Parhypomma naraense
Genre
Espèce
Synonymes
- Mithoplastoides naraensis Oi, 1960

Parhypomma naraense, unique représentant du genre Parhypomma, est une espèce d'araignées aranéomorphes de la famille des Linyphiidae.

## Distribution
Cette espèce est endémique du Japon.

## Étymologie
Son nom d'espèce, composé de   et du suffixe latin -ensis, « qui vit dans, qui habite », lui a été donné en référence au lieu de sa découverte, Nara.

## Publications originales
- Oi, 1960 : Linyphiid spiders of Japan. Journal of Institute of Polytechnics, Osaka City University, sér. D, vol. 11, p. 137-244.
- Eskov, 1992 : A restudy of the generic composition of the linyphiid spider fauna of the Far East (Araneida: Linyphiidae). Entomologica Scandinavica, vol. 23, no 2, p. 153-168.